# Gerry Gratton
Pour les articles homonymes, voir Gratton.
Joseph Aimé Gerald Gratton dit Gerry Gratton, né le 29 août 1927 à Montréal et mort le 28 juillet 1963 à Montréal, est un haltérophile canadien des années 1950.

## Biographie
Gerry Gratton termine cinquième des Jeux olympiques d'été de 1948 à Londres en catégorie des moins de 75 kg. C'est dans cette même catégorie qu'il est médaillé d'or aux Jeux de l'Empire britannique de 1950 à Auckland et médaillé d'argent aux Jeux olympiques d'été de 1952 à Helsinki. Il obtient une nouvelle médaille d'or aux Jeux de l'Empire britannique et du Commonwealth de 1954 à Vancouver dans la catégorie des moins de 82,5 kg.